# Josephine (1834)
Josephine, officiellt HM Fregatt Josephine, var en fregatt i svenska flottan. Hon byggdes mellan 1831 och 1834 i Karlskrona som fregatt och hade en segelyta på 1717 m². 1868 modifierades hon till korvett och antalet kanoner minskades till 18 st. Sitt namn fick hon från Josefina av Leuchtenberg (1807–1876), gift med kronprins Oscar sedermera drottning i Sverige. Josephine avriggades 1876 och utrangerades 1891. Fartyget minsprängdes i augusti 1892 med handmina 1892.

## Långresor

### 1837–1838
Fartygschef var kommendörkapten Carl Gyllengranat och sekond var premiärlöjtnant Edvard Ruuth. Resan till Medelhavet skedde tillsammans med fregatten Najaden.

### 1844–1845
Fartygschef för en kortare expedition 1844 var kommendör Christofer Didrik Osterman (1787—1868).
Under långresan kommenderades fartyget av kommendörkapten Carl Ulner, assisterad av sekonden kaptenlöjtnant Carl Ehnemark. Läkare ombord var Herman Immanuel Carlson och August Abelin.
Resans gick till Medelhavet där bl.a. Toulon i Frankrike men även Tanger och Larache i Marocko besöktes. Ett resultat av expeditionen var att Sverige och Norge slapp betala tribut för att undvika sjöröveri utgående från Barbareskkusten genom en uppgörelse med kejsaren i Marocko.

### 1871-1872
Fartygschef var kommendörkapten Carl Gustaf von Otter. Sekond var kapten Georg af Klercker.
1. Karlskrona Avseglade 17 juni 1871
2. Portsmouth, England
3. Cherbourg, Frankrike
4. Falmouth, England
5. Newport, Wales
6. New York, USA
7. Boston, USA
8. Saint Barthélemy, Västindien Anlöpte 4 november 1871, avseglade 12 november 1871
9. Barbados, Västindien
10. Martinique, Västindien
11. Guadeloupe, Västindien
12. Saint Barthélemy, Västindien Anlöpte 10 december 1871, avseglade 9 januari 1872
13. Saint Thomas, Virgin Islands, Västindien
14. Saint Croix, Virgin Islands, Västindien
15. Puerto Rico
16. Kingston, Jamaica
17. Havanna, Kuba
18. Portsmouth, England
19. Antwerpen, Belgien
20. Karlskrona Anlöpte 17 maj 1872